# Lista de espécies de raia
Esta é uma lista completa de espécies de raia:
- - Aetobatus narinari
  - Atlantoraja platana

- Gênero Dasyatis
  - Dasyatis acutirostra Nishida & Nakaya, 1988.
  - Dasyatis akajei (Müller & Henle, 1841).
  - Dasyatis americana Hildebrand & Schroeder, 1928.
  - Dasyatis annotata Last, 1987.
  - Dasyatis bennetti (Müller & Henle, 1841).
  - Dasyatis brevicaudata (Hutton, 1875).
  - Dasyatis brevis (Garman, 1880).
  - Dasyatis centroura (Mitchill, 1815).
  - Dasyatis chrysonota (Smith, 1828).
  - Dasyatis dipterura (Jordan & Gilbert, 1880).
  - Dasyatis fluviorum Ogilby, 1908.
  - Dasyatis garouaensis (Stauch & Blanc, 1962).
  - Dasyatis geijskesi Boeseman, 1948.
  - Dasyatis gigantea (Lindberg, 1930).
  - Dasyatis guttata (Bloch & Schneider, 1801).
  - Dasyatis hastata (DeKay, 1842).
  - Dasyatis izuensis Nishida & Nakaya, 1988.
  - Dasyatis kuhlii (Müller & Henle, 1841).
  - Dasyatis laevigata Chu, 1960.
  - Dasyatis laosensis Roberts & Karnasuta, 1987.
  - Dasyatis latus (Garman, 1880).
  - Dasyatis leylandi Last, 1987.
  - Dasyatis longa (Garman, 1880).
  - Dasyatis margarita (Günther, 1870).
  - Dasyatis margaritella Compagno & Roberts, 1984.
  - Dasyatis marianae Gomes, Rosa & Gadig, 2000.
  - Dasyatis marmorata (Steindachner, 1892).
  - Dasyatis matsubarai Miyosi, 1939.
  - Dasyatis microps (Annandale, 1908).
  - Dasyatis multispinosa (Tokarev, 1959).
  - Dasyatis navarrae (Steindachner, 1892).
  - Dasyatis pastinaca (Linnaeus, 1758).
  - Dasyatis rudis (Günther, 1870).
  - Dasyatis sabina (Lesueur, 1824).
  - Dasyatis say (Lesueur, 1817).
  - Dasyatis sinensis (Steindachner, 1892).
  - Dasyatis thetidis Ogilby, 1899.
  - Dasyatis tortonesei Capapé, 1975.
  - Dasyatis ushiei (Jordan & Hubbs, 1925).
  - Dasyatis zugei (Müller & Henle, 1841).

- - Gymnura micrura

- Gênero Himantura
  - Himantura alcockii (Annandale, 1909).
  - Himantura bleekeri (Blyth, 1860).
  - Himantura chaophraya Monkolprasit & Roberts, 1990.
  - Himantura draco Compagno & Heemstra, 1984.
  - Himantura fai Jordan & Seale, 1906.
  - Himantura fluviatilis (Hamilton, 1822).
  - Himantura gerrardi (Gray, 1851).
  - Himantura granulata (Macleay, 1883).
  - Himantura hortlei Last, Manjaji-Matsumoto & Kailola, 2006.[1]
  - Himantura imbricata (Bloch & Schneider, 1801).
  - Himantura jenkinsii (Annandale, 1909).
  - Himantura kittipongi
  - Himantura krempfi (Chabanaud, 1923).
  - Himantura marginatus (Blyth, 1860).
  - Himantura microphthalma (Chen, 1948).
  - Himantura oxyrhyncha (Sauvage, 1878).
  - Himantura pacifica (Beebe & Tee-Van, 1941).
  - Himantura pareh (Bleeker, 1852).
  - Himantura pastinacoides (Bleeker, 1852).
  - Himantura schmardae (Werner, 1904).
  - Himantura signifer Compagno & Roberts, 1982.
  - Himantura toshi Whitley, 1939.
  - Himantura uarnacoides (Bleeker, 1852).
  - Himantura uarnak (Forsskål, 1775).
  - Himantura undulata (Bleeker, 1852).
  - Himantura walga (Müller & Henle, 1841).

- - Leucoraja fullonica

- - Narcine brasiliensis
- Gênero Pateobatis [en]
  - Pateobatis fai

- Género Paratrygon
  - Paratrygon aiereba

- Gênero Pastinachus
  - Pastinachus sephen (Forsskål, 1775).
  - Pastinachus solocirostris Last, Manjaji & Yearsley, 2005.
- Gênero Pteroplatytrygon
  - Pteroplatytrygon violacea (Bonaparte, 1832).

- Género Plesiotrygon
  - Plesiotrygon iwamae

- Género Potamotrygon
- Potamotrygon brachyura
- Potamotrygon castexi
- Potamotrygon constellata
- Potamotrygon falkneri
- Potamotrygon hystrix
- Potamotrygon leopoldi
- Potamotrygon motoro
- Potamotrygon ocellata
- Potamotrygon orbignyi
- Potamotrygon schroederi
- Potamotrygon scobina
- Potamotrygon signata

- Género Raja
  - Raja brachyura
  - Raja clavata
  - Raja maderensis

- - Rajella bigelowi

- - Rhinoptera bonasus

- - Sympterygia bonapartii

- Genus Taeniura
  - Taeniura grabata (É. Geoffroy Saint-Hilaire, 1817).
  - Taeniura lymma (Forsskål, 1775).
  - Taeniura meyeni Müller & Henle, 1841.
- Gênero Urogymnus
  - Urogymnus asperrimus (Bloch & Schneider, 1801).
  - Urogymnus ukpam (Smith, 1863).

- - Zanobatus schoenleinii